# Muzeum moderního umění nadace Ludwigových Vídeň
Muzeum moderního umění nadace Ludwigových Vídeň (německy Museum Moderner Kunst Stiftung Ludwig Wien, zkratkou mumok) je muzeum moderního a současného umění ve Vídni v areálu MuseumsQuartier. Bylo založeno roku 1962 jako Muzeum 20. století (Museum des 20. Jahrhunderts), od roku 2001 sídlí v budově navržené architekty Ortner & Ortner. Ve sbírce má asi 10 000 uměleckých předmětů včetně významných děl mistrů jako Andy Warhol, Pablo Picasso, Joseph Beuys, Nam June Paik, Wolf Vostell, Gerhard Richter, Jasper Johns a Roy Lichtenstein. Přes 230 cenných položek přitom muzeu darovali německý podnikatel a sběratel Peter Ludwig a jeho žena Irene roku 1981.